# EHC Klostersee
Le EHC Klostersee est un club professionnel allemand de hockey sur glace basé à Grafing. Il évolue en Oberliga, le troisième échelon allemand.

## Historique
Le club est créé en 1957.

## Anciens joueurs

### Palmarès
- Aucun titre.